# ماریان پلانکت
ماریان پلانکت (به انگلیسی: Maryann Plunkett) (زاده ۱۹۵۳) بازیگر آمریکایی است.
از فیلم‌های معروف او می‌توان به بازی در خانواده فانگ، مردان کمپانی و کلر دولان اشاره کرد.